# Řády, vyznamenání a medaile Čadu
Státní vyznamenání Čadu zahrnují následující řády a medaile:

## Řády

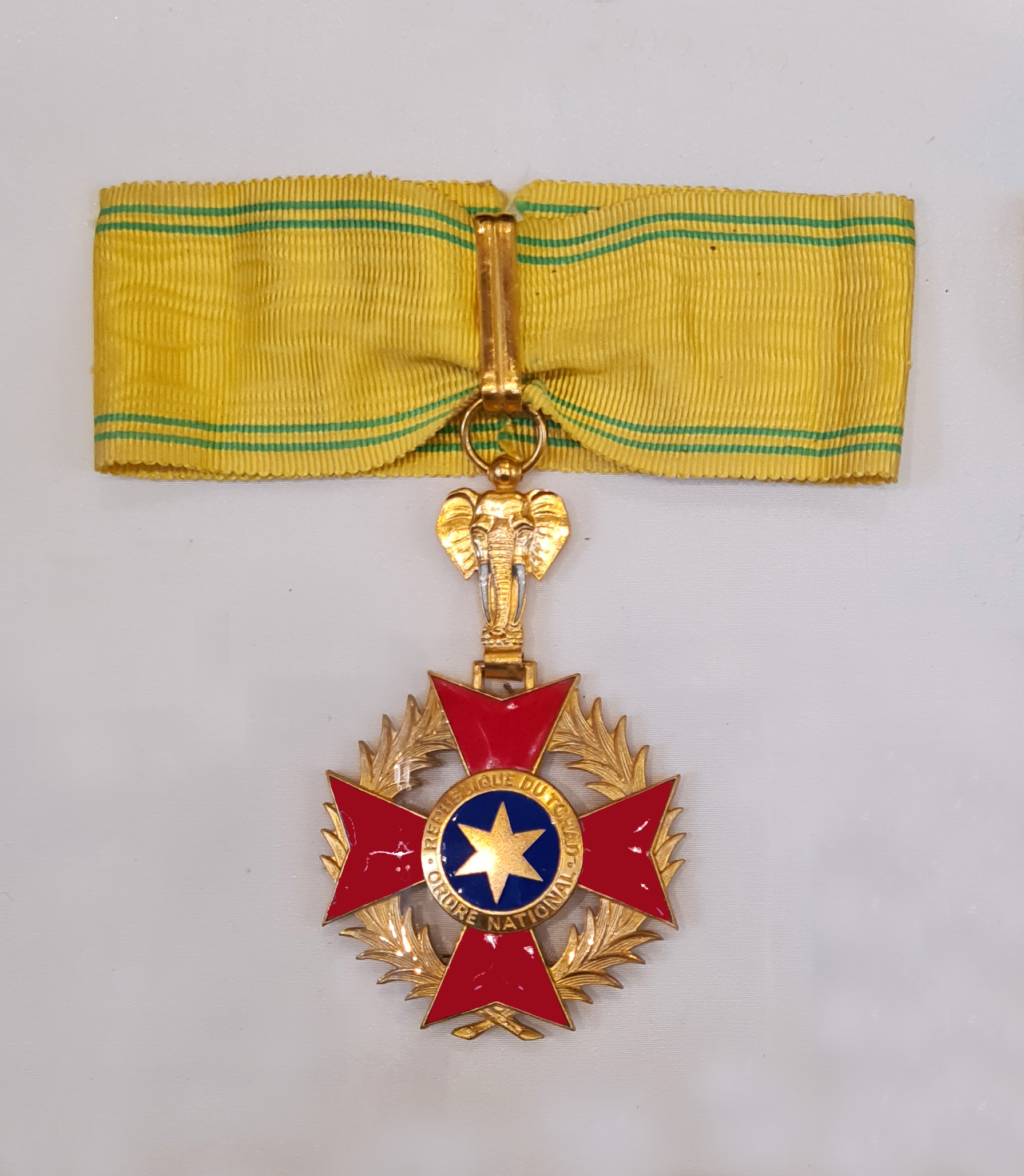
Insignie Národního řádu Čadu ve třídě komtura

- Národní řád Čadu (Ordre national du Tchad) byl založen dne 12. dubna 1960. Udílen je občanům Čadu i cizincům za dlouholetou a bezchybnou službu státu.[1][2]
- Řád za občanské zásluhy (Ordre du Mérite civique) byl založen dne 14. srpna 1963. Udílen je za civilní služby úředníkům a pracovníkům v administrativě.[2][3]
- Řád za zásluhy v zemědělství (Ordre du Mérite agricole) byl založen dne 18. července 1961. Udílen je za služby poskytované zemědělcům, za přínos k podpoře zemědělské společnosti a za rozvoj nových metod pěstování plodin.[2][4]

## Medaile
- Vojenský záslužný kříž (Croix du mérite militaire) byl založen dne 12. prosince 1966. Udílen je za hrdinství a statečnost během vojenských operací v souvislosti s ozbrojeným konfliktem nebo udržováním veřejného pořádku.[2][5]
- Vojenská záslužná medaile je udílena členům Čadské národní osvobozenecké fronty za vojenské zásluhy.[6]